# Portugiesisch-Brasilianisches Institut
Das Portugiesisch-Brasilianische Institut (PBI) ist eine akademische Einrichtung der Universität zu Köln; es ist dem dortigen Romanischen Seminar (Philosophische Fakultät) angegliedert. Das PBI wurde 1932 von dem Romanisten Leo Spitzer (1887–1960) gegründet und wird seit März 2018 von Peter W. Schulze geleitet. Von 1998 bis Februar 2018 hatte Claudius Armbruster die Leitung des Instituts inne.

## Lehre
Die am PBI betriebene universitäre Lehre wird von einem Universitätsprofessor, einem Gastdozenten, zwei wissenschaftlichen Mitarbeitern, zwei Lektoren sowie zwei Lehrbeauftragten gestellt (Stand 2011) und umfasst Veranstaltungen der lusitanistischen Sprachpraxis, Übersetzung, Literaturwissenschaft (u. a. mit Medien- und Kulturwissenschaftlicher Ausrichtung) im Rahmen der folgenden Studiengänge:
- B.A. und M.A. in Portugiesischsprachiger Philologie;[3]
- B.A. und M.A. in Regionalstudien Lateinamerika;[4][5]
- M.A. Komparatistik;[6]
- Promotion in Lusitanistik, Brasilianistik und Lateinamerikanistik.